# Tauras Šiauliai
Der FK Tauras Šiauliai war ein litauischer Fußballverein aus Šiauliai. Er ist nicht identisch mit dem 2009 gegründeten Verein SK Tauras Šiauliai.

## Geschichte
Der FK Tauras wurde 1971 gegründet und vertrat die Fernsehfabrik Tauras. 1974 wurde der Verein litauischer Meister von Litauen. Die Mannschaft wurde von 1973 bis 1984 von Česlovas Urbonavičius trainiert. Nach der Unabhängigkeit Litauens im Jahr 1991 gelang es dem Verein, das Finale des litauischen Fußballpokals zu erreichen, doch 1992 stieg er in die 1 Lyga ab. Als die Fernsehfabrik Tauras schließlich aufhörte, das Team zu finanzieren, löste sie sich auf. 1994 endeten die Aktivitäten des FK Tauras.

## Erfolge
- Litauischer Meister (1): 1974[1]
- Litauischer Fußballpokal: Finalist 1994[2][3]

## Platzierungen
1971–1987.
| Saisons | Div. | Liga                       | Platz | Info        |
| ------- | ---- | -------------------------- | ----- | ----------- |
| 1971    | 2.   | Pirma lyga (Žalgirio zona) | 1.    | Aufstieg    |
| 1972    | 1.   | Aukščiausia lyga           | 8.    |             |
| 1973    | 1.   | Aukščiausia lyga           | 13.   |             |
| 1974    | 1.   | Aukščiausia lyga           | 1.    | Meister     |
| 1975    | 1.   | Aukščiausia lyga           | 4.    |             |
| 1976    | 1.   | Aukščiausia lyga           | 7.    |             |
| 1977    | 1.   | Aukščiausia lyga           | 7.    |             |
| 1978    | 1.   | Aukščiausia lyga           | 6.    |             |
| 1979    | 1.   | Aukščiausia lyga           | 4.    |             |
| 1980    | 1.   | Aukščiausia lyga           | 2.    | Vizemeister |
| 1981    | 1.   | Aukščiausia lyga           | 4.    |             |
| 1982    | 1.   | Aukščiausia lyga           | 3.    |             |
| 1983    | 1.   | Aukščiausia lyga           | 3.    |             |
| 1984    | 1.   | Aukščiausia lyga           | 9.    |             |
| 1985    | 1.   | Aukščiausia lyga           | 11.   |             |
| 1986    | 1.   | Aukščiausia lyga           | 11.   |             |
| 1987    | 1.   | Aukščiausia lyga           | 15.   | Abstieg     |

1990–1994
| Saisons | Div. | Liga             | Platz | @     | Info                                  |
| ------- | ---- | ---------------- | ----- | ----- | ------------------------------------- |
| 1990    | 1.   | Aukščiausia lyga | 8.    | [ 5 ] |                                       |
| 1991    | 1.   | Lietuvos lyga    | 13.   | [ 6 ] | 🏆 Litauischer Fußballpokal: Finalist |
| 1991/92 | 1.   | Lietuvos lyga    | 13.   | [ 7 ] | Abstieg                               |
| 1992/93 | 2.   | Pirma lyga       | 5.    | [ 8 ] |                                       |
| 1993/94 | 2.   | Pirma lyga       | 14.   | [ 9 ] | Auflösung                             |

## Trainer
- Česlovas Urbonavičius, 1973–1984